# Margaret D. Foster
Margaret Dorothy Foster, née le 4 mars 1895, morte le 5 novembre 1970, est une chimiste américaine : elle est la première femme a travailler pour l'institut d'études géologiques des États-Unis. Elle a été recrutée pour travailler sur le projet Manhattan.

## Vie
Margaret Dorothy Foster nait à Chicago, le 4 mars 1895. Elle est la fille de James Edward Foster et de Minnie MacAuley Foster. Elle est diplômée en chimie du collège de l'Illinois (en), de l'université George Washington et de l'American University, où elle a obtenu un Philosophiæ doctor.
À partir de 1918, elle devient la première femme chimiste à travailler pour l'institut d'études géologiques des États-Unis, sur le développement de moyens de détection des minéraux d'origine naturelle dans des masses d'eau.
En 1942, elle travaille sur le projet Manhattan, dans le département chimie et physique, avec Roger C. Wells, au développement de deux nouvelles techniques d'analyse quantitative, l'une pour l'uranium et l'autre pour le thorium, ainsi que deux nouvelles méthodes pour séparer les deux éléments.
À son retour à la commission géologique, après la guerre, elle étudie la chimie des minéraux argileux et le mica. Elle prend sa retraite en mars 1965. Elle meurt à l'hôpital Sainte-Croix, Silver Spring, Maryland.

## Publications
- (en) Margaret Dorothy Foster, The chemist at work. IX. : The chemist in the water resources laboratory, vol. 115, American Chemical Society, coll. « Journal of Chemical Education », 1938, 228 p. (DOI 10.1021/ed015p228, lire en ligne).

## Source de la traduction
- (en) Cet article est partiellement ou en totalité issu de l’article de Wikipédia en anglais intitulé « Margaret D. Foster » (voir la liste des auteurs).